# Janez Ožbolt
Janez Ožbolt (Loška Dolina, 22 agosto 1970) è un allenatore di biathlon ed ex biatleta sloveno.

## Biografia

### Carriera sciistica
Nato a Stari Trg pri Ložu di Loška Dolina, in Coppa del Mondo ottenne il primo risultato di rilievo il 17 dicembre 1988 ad Albertville Les Saisies (63°) e il primo podio il 9 marzo 1997 a Nagano (3°).
In carriera prese parte a cinque edizioni dei Giochi olimpici invernali, Albertville 1992 (43° nella sprint, 33° nell'individuale, 20° nella staffetta), Lillehammer 1994 (9° nella sprint, 20° nell'individuale, 10° nella staffetta), Nagano 1998 (58° nell'individuale, 12° nella staffetta), Salt Lake City 2002 (82° nell'individuale) e Torino 2006 (68° nella sprint, 69° nell'individuale, 10° nella staffetta), e a undici dei Campionati mondiali (5º nella gara a squadre a Osrblie 1997 e nella staffetta a Chanty-Mansijsk 2003 i migliori risultati).

### Carriera da allenatore
Dopo il ritiro è diventato allenatore dei biatleti nei quadri della nazionale slovena.

## Palmarès

### Coppa del Mondo
- Miglior piazzamento in classifica generale: 30º nel 2001
- 2 podii (entrambi a squadre[2]):
  - 2 terzi posti